# Dekanat magadański
Dekanat magadański (ros. Магадаский Деканат) – rzymskokatolicki dekanat diecezji Świętego Józefa w Irkucku, w Rosji. W jego skład wchodzą 3 parafie, w tym jedyna parafia de iure należąca do prefektury apostolskiej Jużno-Sachalińska. Mimo oficjalnej odrębności de facto prefektura apostolska Jużno-Sachalińska nie stanowi odrębnego podmiotu, a jej funkcje wypełnia diecezja Świętego Józefa w Irkucku.
Dekanat obejmuje:
- Czukocki Okręg Autonomiczny – 0 parafii
- Kraj Kamczacki – 1 parafia
- obwód magadański – 1 parafia
- obwód sachaliński – 1 parafia.

## Parafie dekanatu magadańskiego
- Jużnosachalińsk – parafia św. Jakuba (prefektura apostolska Jużno-Sachalińska)
- Pietropawłowsk Kamczacki – parafia św. Teresy od Dzieciątka Jezus
- Magadan – parafia Narodzenia Pańskiego